# Barry-d’Islemade
Barry-d’Islemade település Franciaországban, Tarn-et-Garonne megyében. Lakosainak száma 931 fő (2022. január 1.). Barry-d’Islemade Albefeuille-Lagarde, Lafrançaise, La Ville-Dieu-du-Temple, Meauzac és Villemade községekkel határos.

## Népesség
A település népessége az elmúlt években az alábbi módon változott:
| Lakosok száma | 903  | 924  | 947  | 935  | 934  | 941  | 936  | 934  | 931  |
|               | 2013 | 2015 | 2016 | 2017 | 2018 | 2019 | 2020 | 2021 | 2022 |